# Purjolök

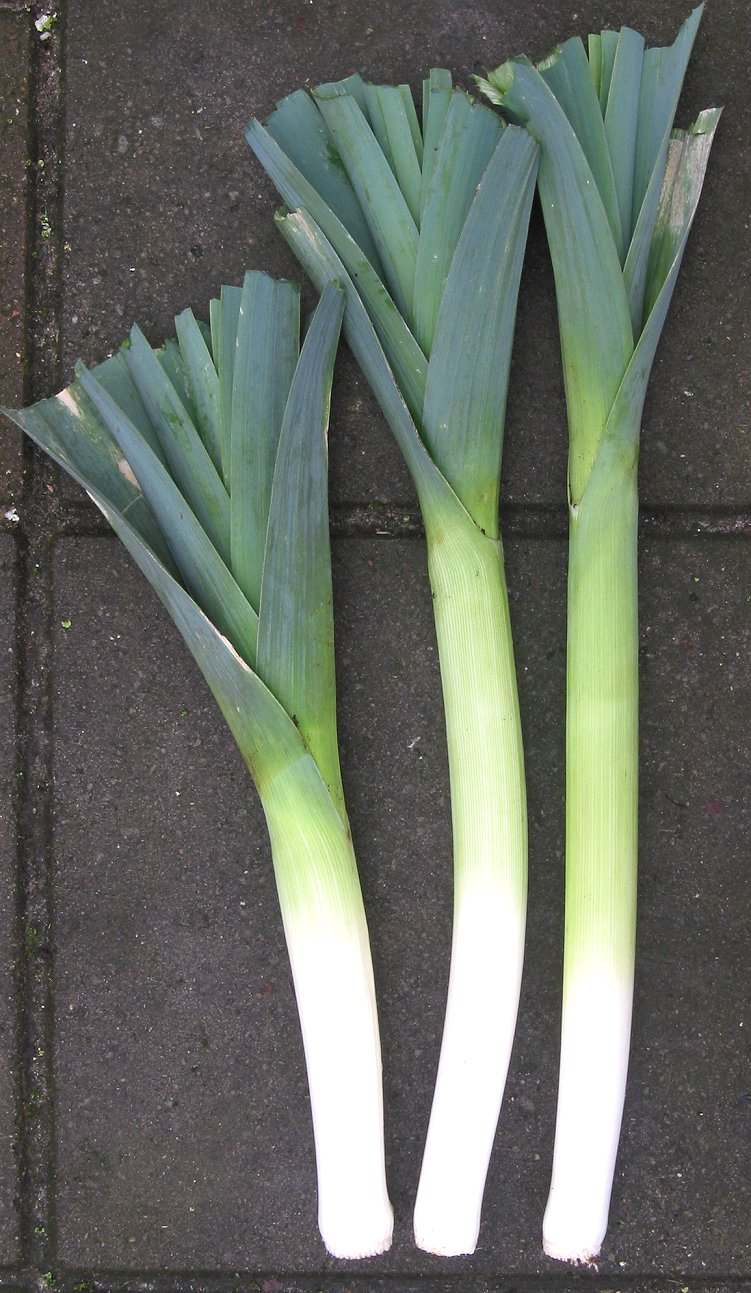
Färska purjolökar.

Purjolök (Allium porrum), även Allium ampeloprasum var. porrum är en tvåårig amaryllisväxt från trakterna kring Medelhavet och Mellanöstern, men dess härdighet mot kyla och frost gör att den förekommer i vilt tillstånd (vild purjolök, Allium ampeloprasum var. ampeloprasum) så långt norr ut som Tyskland. I odlat tillstånd kan den till och med stå emot tjäle. I motsats till de flesta andra arter i släktet bildar den inte några egentliga lökar, utan dess lökblad bildar istället en lång cylinder.
Vid odling täcks ofta delar av purjolöken för att denna skall förbli vit och mjäll.
Purjolöken är en viktig grönsak, som kan användas rå, gratinerad och stuvad. Antingen för sig själv eller i grytor, soppor och gratänger. Purjolök är huvudingrediens i vichyssoise och cock-a-leekie. Den sistnämnda rätten ligger skottarna varmt om hjärtat och förekommer ofta som förrätt till Burns Suppers; middagar som hyllar den skotske poeten Robert Burns liv och poesi.

## Namn och heraldik
Namnet purjolök kommer från latinets porrum som från början betydde gräslök. Purjolöken nämns i Fjärde Moseboken.
Purjolöken är heraldisk symbol för Wales och dess skyddshelgon David av Menevia, som var vegetarian. På skyddshelgonets dödsdag, 1 mars, bär många i Wales en liten purjolökssymbol på kavajkragen, inklusive prins William, eftersom han är prins av Wales. Under ett slag på 600-talet mellan walesare och anglosaxare bar walesarna purjolökar i sina hjälmar för att lättare kunna känna igen varandra. Purjolöken är även regementsvapen för the Welsh Guards.